# Засилец
Засилец (на словенски: Zalisec) е село в Словения, регион Югоизточна Словения, община Жужемберк. Според Националната статистическа служба на Република Словения през 2015 г. селото има 57 жители.